# 関谷登
関谷 登 （せきや のぼる、1947年 - ）は、日本の経済学者。東北学院大学経済学部名誉教授。専門は公共経済学、公共選択論。

## 経歴・人物
1969年3月高崎経済大学経済学部卒業。1973年3月慶應義塾大学経済学研究科修士課程修了、1976年3月同博士課程単位取得満期退学。1976年4月東北学院大学経済学部助手、1978年4月同大助教授、1985年4月同大教授に就任。経済学部長、総務担当副学長、人事担当常任理事を歴任した。

## 著訳書[3]

### 著書
- 『テキストブック現代経済政策』有斐閣 1993年
- 『質の経済学』
- 『入門公共選択』
- 『公共経済学の基礎』有斐閣 1996年
- 『政治の経済学』
- 『制度経済学の基礎』
- 『制度の進化と選択』

### 訳書
- 『市場倫理とキリスト教倫理 市場・幸福・連帯』教文館 2014年
- N・マーキュロ & T・ライアン『法と経済学』
- J・M・ブキャナン『コンスティテューショナル・エコノミックス』有斐閣 1992年
- 『公共選択論』有斐閣 1993年
- 『福祉国家の限界』中央法規出版 1995年
- D・C・ミューラー編『公共選択の展望』（全3巻）多賀出版
- リチャード・Ａ・マスグレイブ他『財政学と公共選択 国家の役割をめぐる大激論 』勁草書房 2003年

## 所属学会
- 日本公共選択学会 理事 1998年
- 日本経済政策学会
- 計画行政学会
- ロシア・東欧学会